# Болеславец
Болесла̀вец (на полски: Bolesławiec; на немски: Bunzlau) е град в Югозападна Полша, Долносилезко войводство. Административен център е на Болеславешки окръг, както и на Болеславешката община, без да е част от нея. Самият град е обособен в самостоятелна градска община с площ 23,57 км2.

## География
Градът се намира в историческата област Долна Силезия. Разположен е край двата бряга на река Бобър, ляв проток на Одра, във физикогеографския макрорегион Силезко-Лужишка равнина. Отстои на 123 км северозападно от войводския център Вроцлав, на 53,9 км северно от Йеленя Гура, на 90,3 км южно от Жельона Гура и на 156 км източно от немския град Дрезден.

## Население
Според данни от полската Централна статистическа служба, към 31 декември 2014 г. населението на града възлиза на 39 464 души. Гъстотата е 1 674 души/км2.
Демографско развитие:

## История
Селището получава градски права около 1251 година.
На 16 (28) април 1813 г. тук умира Михаил Кутузов. В центъра на града има негов паметник.
В периода 1975 – 1998 година градът е част от Йеленьогурското войводство.

## Промишленост
До града има каолинови находища. Болеславец е известен най-вече с производството на керамични изделия и с панаира на „Болеславската керамика“. Той се провежда през август, трае една седмица. Атракция са „глино люди“ – намазани с каолин хора, които през цялата седмица се разхождат из града. Желаещите могат също да се направят на такива от донесените вани с каолин. Може да си направят и ваза или чашка, както и да я украсят. Последната вечер на площада се запалва изградената пещ за печене на керамичните изделия, направени от туристите.

## Личности
- Мартин фон Гершман, немски духовник, епископ на Вроцлав (1574 – 1585)
- Мартин Опиц, немски писател
- Заломон Гезнер, немски теолог, реформатор
- Андреас Чернинг, немски писател
- Карл Фердинанд Апун, немски пътешественик
- Теодор Блетербауер, немски художник
- Бруно Аблас, немски политик
- Ханс-Йоахим Хофман, немски политик
- Богуслав Биджински, полски тенор

## Градове партньори
Към 2 септември 2015 г. Болеславец има сключени договори за партньорство със седем града и датската община „Mariagerfjord“.
- „Mariagerfjord Kommune“, Дания
- Пирна, Германия
- Зигбург, Германия
- Ческа Липа, Чехия
- „Nogent-sur-Marne“, Франция
- Пърнявор, Босна и Херцеговина
- Молде, Норвегия
- Валекорса, Италия

## Фотогалерия
- Сградата на кметството
- Градски театър
- Паметник на Михаил Кутузов
- Църква